# Döschütz (Priestewitz)
Döschütz ist ein Ortsteil der Gemeinde Priestewitz im Landkreis Meißen in Sachsen. 

## Geografie und Verkehrsanbindung
Der Ort liegt westlich des Kernortes Priestewitz und westlich von Zottewitz.
Die Kreisstraße K 8554 verläuft nördlich und östlich. Die B 101 verläuft östlich. Eine Buslinie verbindet Döschütz unter anderem mit Priestewitz und Großenhain.
Südlich fließt der Seußlitzer Bach und erstreckt sich das Naturschutzgebiet Seußlitzer Grund. Die Elbe fließt westlich.